# José Mba Nchama
José Mba Nchama (ur. 17 października 1965) – judoka z Gwinei Równikowej, olimpijczyk.
Mba Nchama startował w wadze półśredniej (do 81 kg). W 2007 roku zakwalifikował się na igrzyska w Pekinie, dzięki czemu stał się pierwszym i jak na razie jedynym judoką reprezentującym swój kraj podczas letnich igrzysk olimpijskich. W czasie Igrzysk miał 42 lata, przez co był najstarszą osobą w kadrze. Swoją nominację zawdzięcza dobrej pozycji w rankingu, spowodowanej głównie dobrym występem podczas Igrzysk Afrykańskich 2007, gdzie w kategorii otwartej zajął 7. miejsce. Od lat mieszka w hiszpańskiej miejscowości Torrevieja, przez co na igrzyska przygotowywał się wraz z kadrą Hiszpanii.
W samym konkursie odpadł już w 1/16 finału, przegrywając w swojej pierwszej walce z reprezentantem Czarnogóry Srđanem Mrvaljeviciem (przez automatyczny ippon i kata-gatame). Ostatecznie został sklasyfikowany na 21. pozycji, ex aequo z zawodnikami, którzy odpadli w tej samej rundzie.
| Igrzyska   | Konkurencja | 1/32              | 1/16                         | 1/8               | Ćwierćfinał       | Półfinał          | Repasaż 1         | Repasaż 2         | Finał             | Finał   |
| Igrzyska   | Konkurencja | Przeciwnik Punkty | Przeciwnik Punkty            | Przeciwnik Punkty | Przeciwnik Punkty | Przeciwnik Punkty | Przeciwnik Punkty | Przeciwnik Punkty | Przeciwnik Punkty | Miejsce |
| ---------- | ----------- | ----------------- | ---------------------------- | ----------------- | ----------------- | ----------------- | ----------------- | ----------------- | ----------------- | ------- |
| Pekin 2008 | - 81 kg     | BYE               | Srđan Mrvaljević P 0000-1011 | NQ                | NQ                | NQ                | NQ                | NQ                | NQ                | 21.     |